# Czarnożyły (gmina)
Czarnożyły (do 1953 gmina Wydrzyn) – gmina wiejska w województwie łódzkim, w powiecie wieluńskim. W latach 1975–1998 gmina położona była w województwie sieradzkim.
Siedziba gminy to Czarnożyły.
Według danych z 31 grudnia 2017 gminę zamieszkiwało 4535 osób. Natomiast według danych z 31 grudnia 2019 roku gminę zamieszkiwały 4523 osoby.

## Herb gminy
Na niebiesko-czerwonym tle znajduje się złote strzemię oraz jedenaście symetrycznie rozmieszczonych złotych gwiazd sześcioramiennych.
Złote strzemię oraz niebiesko-czerwone barwy nawiązują do herbu rodowego Brzostowskich – dawnych właścicieli Czarnożył. Adam Brzostowski (1722–1790) – czołowy przedstawiciel tego rodu wstawił się jako pionier postępu rolniczego na ziemi wieluńskiej i w całej ówczesnej Rzeczypospolitej. Stosował nowatorskie metody uprawy roli, siewu i hodowli zwierząt. Wprowadził obowiązek nauczania dzieci wiejskich. Nawiązanie do tradycji rodu Brzostowskich upamiętnia ich zasługi gospodarcze i obywatelskie.
Gwiazdy symbolizują jedenaście sołectw wchodzących w skład gminy: Czarnożyły, Emanuelina, Gromadzice, Kąty, Łagiewniki, Opojowice, Platoń, Raczyn, Staw, Stawek, Wydrzyn. Większa z gwiazd oznacza wieś gminną – Czarnożyły.
Herb Gminy Czarnożyły został przyjęty Uchwałą Rady Gminy Czarnożyły z dnia 30.06.2005 r.

## Historia
Pierwsze wzmianki o terenie gminy sięgają X wieku. Pierwszą osadą były Łagiewniki. Następnie powstały w XII wieku Wydrzyn i Gromadzice. Najprężniejszą osadą były Czarnożyły – wieś powstała w XV wieku. Już w 1454 roku Czarnożyły stanowiły własność rodziny Zarembów z Kalinowej. W XVII wieku pojawili się na ziemi wieluńskiej przybysze z Wielkopolski z powiatu kościańskiego – Gostyńscy, potomkowie Mikołaja, którzy nabyli dobra Czarnożyły. Pierwszym właścicielem z tej rodziny był Stanisław – sędzia ziemski w Wieluniu 1612 r. Dobra te przechodziły drogą wiana do kolejnych rodzin. Na początku XVIII wieku zostały nabyte przez Strzemieńczyków Brzostowskich, pochodzących z magnackiej rodziny litewskiej.
Nazwa Czarnożyły dawniej Czarneżołny została zaczerpnięta ze środowiska naturalnego. W języku staropolskim wyraz „żołna” oznacza dzięcioła. Osadę zatem założono w miejscu, gdzie dużo było tych ptaków.
W 1722 roku w Czarnożyłach urodził się Adam Brzostowski, twórca nowoczesnego rolnictwa, który wprowadził obowiązek nauczania dzieci chłopskich. Swoje idee organizacji zarządzania majątkiem ziemskim ujął w specjalnie opracowanym wydaniu „Instruktaż dla dóbr Czarnożyły”. „Instruktaż” wprowadzał w życie nowe zasady w zakresie: uprawy roli i wapnowania pól, przygotowania ziarna do siewu, odpowiednich warunków hodowli bydła i drobiu. Brzostowski lubił zajmować się ogrodnictwem. Przy pałacu czarnożylskim znajdowały się inspekta oraz duże „oranżerie z piecem ceglanym”. Brzostowski założył dwie cegielnie, tartak i piece do wypalania wapna.
Po Brzostowskich, Czarnożyły odziedziczyli potomkowie Heleny z Brzostowskich, hr. Mikołajowej Załuskiej z Iwonicza i w rękach tej rodziny dobra te pozostawały do 1939 r. W tym okresie wybudowano w majątku gorzelnię – 1886 r., młyn – 1901 r., tartak – 1908 r.
We wrześniu 1939 roku rozpoczęła się 5-letnia okupacja niemiecka. Część wsi została spalona. W czasie kampanii wrześniowej w wyniku ataku lotnictwa w pobliskim lesie zginęło 6 żołnierzy 15 pp „Wilków” wchodzącego w skład 28 dywizji piechoty armii Łódź. Nastąpiły aresztowania i wywóz na roboty do Niemiec oraz do obozu zagłady. Na miejscowym cmentarzu znajduje się zbiorowa mogiła żołnierzy. Nad nią wznosi się pomnik ufundowany z inicjatywy ZBOW i D-u przez społeczeństwo gminy w 1959 roku dla uczczenia pamięci mieszkańców gminy ofiar II wojny światowej.
Po wyzwoleniu w 1945 roku nastąpiła powolna odbudowa zniszczeń. Na bazie majątku ziemskiego powstało państwowe gospodarstwo rolne, wznowiły działalność: Gminna Spółdzielnia, Bank Spółdzielczy i Kółko Rolnicze. Nastąpił wzrost budownictwa indywidualnego oraz obiektów użyteczności publicznej.

## Rolnictwo
W Gminie przeważają gleby klasy IV – 60% oraz III – 24%, pozostałą część stanowią gleby słabe ok. 16%. Uprawiane są głównie: pszenica, żyto, jęczmień, pszenżyto, owies, ziemniaki i warzywa.
Tereny Gminy są czyste ekologicznie i posiadają korzystne warunki do uprawy zdrowej żywności. Większość użytków rolnych stanowi własność prywatną. Na obszarze Gminy istnieją korzystne warunki do uprawy warzyw, rozwoju sadownictwa i rozwinięcia hodowli bydła mlecznego i opasowego.
Według Powszechnego Spisu Rolnego z 2010r. w gminie Czarnożyły funkcjonowały 792 gospodarstwa domowe, z których większość czerpała dochody z działalności rolniczej (ok. 97%).
Wszystkie gospodarstwa rolne w gminie są gospodarstwami indywidualnymi. Niemalże wszystkie (97%) prowadzą działalność rolniczą. Większość gospodarstw, w których prowadzona jest działalność rolnicza, stanowią te o powierzchni od 1 do 5 ha (46%) oraz od 5 do 10 ha (31,6%).
| Zboża podstawowe z mieszankami zbożowymi | 652  |
| Ziemniaki                                | 662  |
| Buraki cukrowe                           | 7    |
| Rzepak i rzepik razem                    | 6    |
| Strączkowe jadalne na ziarno razem       | 0    |
| Warzywa gruntowe                         | 45   |
| OGÓŁEM                                   | 1372 |

Użytki rolne według klas gruntów (2003 r.)
| Klasa | Powierzchnia |
| ----- | ------------ |
| II    | 137,32       |
| III   | 1255,78      |
| IV    | 2858,30      |
| V     | 722,60       |
| VI    | 103,00       |

## Struktura powierzchni
Według danych z roku 2002 gmina Czarnożyły ma obszar 69,9 km², w tym:
- użytki rolne: 76% (51,77 km²),
- użytki leśne: 18% (12,76 km²),
- tereny zurbanizowane: 6,94% (4,93 km²),
- nieużytki: 0,75% (0,54 km²).

Gmina stanowi 7,53% powierzchni powiatu.

## Sołectwa
W gminie są następujące sołectwa: Czarnożyły, Emanuelina, Gromadzice, Kąty, Łagiewniki, Opojowice, Platoń, Raczyn, Staw, Stawek, Wydrzyn.
Miejscowości bez statusu sołectwa: Działy, Leniszki (wieś), Leniszki (SIMC 0701599), Leniszki (SIMC 0701607), Teklina

## Demografia
Gmina Czarnożyły ma 4535 mieszkańców, z czego 50,4% stanowią kobiety, a 49,6% mężczyźni. W latach 2002–2017 liczba mieszkańców zmalała o 1,6%. Średni wiek mieszkańców wynosi 40,9 lat i jest nieznacznie mniejszy od średniego wieku mieszkańców województwa łódzkiego oraz porównywalny do średniego wieku mieszkańców całej Polski.
| Opis                              | Ogółem | Ogółem | Kobiety | Kobiety | Mężczyźni | Mężczyźni |
| --------------------------------- | ------ | ------ | ------- | ------- | --------- | --------- |
| Jednostka                         | osób   | %      | osób    | %       | osób      | %         |
| Populacja                         | 4535   | 100    | 2284    | 50,4    | 2251      | 49,6      |
| Gęstość zaludnienia [mieszk./km²] | 64,88  | 64,88  | 32,66   | 32,66   | 32,2      | 32,2      |

Mieszkańcy gminy Czarnożyły zawarli w 2017 roku 21 małżeństw, co odpowiada 4,6 małżeństwom na 1000 mieszkańców. Jest to wartość porównywalna do wartości dla województwa łódzkiego oraz mniej od wartości dla Polski. W tym samym okresie odnotowano 1,3 rozwodów przypadających na 1000 mieszkańców. 27,3% mieszkańców gminy Czarnożyły jest stanu wolnego, 58,0% żyje w małżeństwie, 3,1% mieszkańców jest po rozwodzie, a 11,2% to wdowy/wdowcy.
Gmina Czarnożyły ma ujemny przyrost naturalny wynoszący –20. Odpowiada to przyrostowi naturalnemu –4,40 na 1000 mieszkańców gminy Czarnożyły. W 2017 roku urodziło się 42 dzieci, w tym 50,0% dziewczynek i 50,0% chłopców. Średnia waga noworodków to 3 351 gramów. Współczynnik dynamiki demograficznej, czyli stosunek liczby urodzeń żywych do liczby zgonów wynosi 0,81 i jest większy od średniej dla województwa oraz znacznie mniejszy od współczynnika dynamiki demograficznej dla całego kraju.
W 2016 roku 43,7% zgonów w gminie Czarnożyły spowodowanych było chorobami układu krążenia, przyczyną 26,2% zgonów w gminie Czarnożyły były nowotwory, a 4,4% zgonów spowodowanych było chorobami układu oddechowego. Na 1000 ludności gminy Czarnożyły przypada 13,41 zgonu. Jest to znacznie więcej od wartości średniej dla województwa łódzkiego oraz znacznie więcej od wartości średniej dla kraju.
| Choroba            | Odsetek |
| ------------------ | ------- |
| Układu krążenia    | 43,7%   |
| Nowotwór           | 26,2%   |
| Układu oddechowego | 4,4%    |

W 2017 roku zarejestrowano 34 zameldowania w ruchu wewnętrznym oraz 39 wymeldowań, w wyniku czego saldo migracji wewnętrznych wyniosło dla gminy Czarnożyły –5. W tym samym roku 0 osób zameldowało się z zagranicy oraz zarejestrowano 0 wymeldowań za granicę – daje to saldo migracji zagranicznych wynoszące 0.
61,0% mieszkańców gminy Czarnożyły jest w wieku produkcyjnym, 18,5% w wieku przedprodukcyjnym, a 20,5% mieszkańców jest w wieku poprodukcyjnym.

### Wykres populacji gminy Czarnożyły 1995-2017 (źródło: GUS)
- 1995 – 4775
- 1996 – 4744
- 1997 – 4742
- 1998 – 4741
- 1999 – 4606
- 2000 – 4632
- 2001 – 4613
- 2002 – 4609
- 2003 – 4603
- 2004 – 4590
- 2005 – 4602
- 2006 – 4546
- 2007 – 4559
- 2008 – 4574
- 2009 – 4582
- 2010 – 4562
- 2011 – 4574
- 2012 – 4562
- 2013 – 4559
- 2014 – 4569
- 2015 – 4544
- 2016 – 4560
- 2017 – 4535

## Sąsiednie gminy
Biała, Lututów, Ostrówek, Wieluń